# National Anthem (película de 2023)
National Anthem es una película dramática estadounidense de 2023 dirigida por Luke Gilford, en su primer largometraje. Gilford coescribió el guiOn con David Largman Murray y Kevin Best. La película está protagonizada por Charlie Plummer, Eve Lindley, Mason Alexander Park, Rene Rosado y Robyn Lively.
National Anthem se estrenó en el Festival SXSW 2023 el 10 de marzo de 2023. Fue estrenada el 12 de julio de 2024 por Variance Films. La película ha recibido reeseñas positivas de los críticos, con elogios hacia la dirección, el guion, la cinematografía y las actuaciones de su elenco (particularmente Plummer y Lindley).

## Sinopsis
Dylan, un joven de 21 años que vive en la zona rural de Nuevo México y trabaja como trabajador de la construcción para ayudar a mantener a su hermano menor y a su madre alcohólica, se une a una comunidad de agricultores y artistas de rodeo queer.

## Reparto
- Charlie Plummer como Dylan[1]
- Eve Lindley como Sky[1]
- Mason Alexander Park como Carrie[1]
- Rene Rosado como Pepe[1]
- Robyn Lively como Fiona[1]

## Estreno
National Anthem se estrenó en el Festival SXSW 2023 el 10 de marzo de 2023. La película tuvo su estreno internacional en el Festival Internacional de Cine de Toronto de 2023 el 7 de septiembre de 2023. En febrero de 2024, se anunció que Variance Films distribuiría la película y se estrenaría el 12 de julio de 2024. La película tuvo su primer estreno europeo en Londres en el 32.º Festival de Cine de Raindance en junio de 2024.

## Recepción
National Anthem recibió reseñas generalmente positivas de parte de la crítica y de la audiencia. En el sitio web agregador de reseñas Rotten Tomatoes, la película posee una aprobación de 93%, basada en 58 reseñas, con una calificación de 7.8/10, y con un consenso crítico que dice: "Una exploración profunda de la fluidez sexual con un vívido trasfondo americano, National Anthem merece un reconocimiento." De parte de la audiencia tiene una aprobación de 79%, basada en más de 50 votos, con una calificación de 4.1/5.
El sitio web Metacritic le dio a la película una puntuación de 73 de 100, basada en 15 reseñas, indicando "reseñas generalmente favorables", mientras que en el sitio IMDb los usuarios le asignaron una calificación de 7.1/10, sobre la base de más de 423 votos.